# 元浜町 (横浜市)
元浜町（もとはまちょう）は、神奈川県横浜市中区の町名。現行行政地名は元浜町1丁目から元浜町4丁目（字丁目）で、住居表示は未実施。面積は0.024km2。

## 地理
横浜の関内地区の海側に南東－北西に走る、北西方向への一方通行の市道（元浜町通）に沿った約500mの細長い町域を持ち、南東が1丁目となる。南東端はみなと大通を挟んで日本大通に接し、神奈川県庁本庁舎に突き当たる。北西端は万国橋通りを挟んで北仲通5丁目に接し、横浜第二合同庁舎に突き当たる。北東は海岸通、南西は本町に挟まれる。1丁目には神奈川県庁新庁舎、2丁目には神奈川県庁分庁舎があり、本庁舎を含む3館は渡り廊下でつながっている。1丁目の元浜町通と海岸通に挟まれた一角には旧神奈川県産業組合館と神奈川県中央農業会館があり、旧神奈川県産業組合館は2012年に横浜市認定歴史的建造物に認定された。両館は、産業組合館の外観を残しつつ一体的に建て替えられ、2014年5月にJAグループ神奈川ビルとして竣工した。1丁目の人口は0人であるが、2～4丁目の港湾関連企業が転出した跡にはマンションが建ち、2005年以降人口が増加している。

## 歴史
古くは久良岐郡横浜村の一部で、1859年（安政6年）の横浜港開港に際し「海辺通」の町名が付けられた。1871年（明治4年）に、地先の埋立地に海岸通が新設されたため、町名を元浜町に改めた。1889年（明治22年）4月1日、市制施行に伴い横浜市の一部となる。1923年（大正12年）9月の関東大震災では町内のほとんどが全焼し、1945年（昭和20年）5月の横浜大空襲でも全壊に近い被害を受け、第二次世界大戦後は占領軍に接収されたが、接収が解除されたのちは港湾関連の企業が進出した。

## 世帯数と人口
2025年（令和7年）6月30日現在（横浜市発表）の世帯数と人口は以下の通りである。
| 丁目        | 世帯数  | 人口  |
| ----------- | ------- | ----- |
| 元浜町1丁目 | 0世帯   | 0人   |
| 元浜町2丁目 | 83世帯  | 118人 |
| 元浜町3丁目 | 75世帯  | 167人 |
| 元浜町4丁目 | 27世帯  | 35人  |
| 計          | 185世帯 | 320人 |

### 人口の変遷
国勢調査による人口の推移。
| 年                 | 人口 |
| ------------------ | ---- |
| 1995年（平成7年）  | 29   |
| 2000年（平成12年） | 13   |
| 2005年（平成17年） | 114  |
| 2010年（平成22年） | 225  |
| 2015年（平成27年） | 243  |
| 2020年（令和2年）  | 381  |

### 世帯数の変遷
国勢調査による世帯数の推移。
| 年                 | 世帯数 |
| ------------------ | ------ |
| 1995年（平成7年）  | 10     |
| 2000年（平成12年） | 5      |
| 2005年（平成17年） | 70     |
| 2010年（平成22年） | 126    |
| 2015年（平成27年） | 120    |
| 2020年（令和2年）  | 185    |

## 小・中学校の学区
公立小・中学校に通う場合、町内全域が横浜市立本町小学校および横浜市立横浜吉田中学校の学区となる。

## 事業所
2021年現在の経済センサス調査による事業所数と従業員数は以下の通りである。
| 丁目        | 事業所数  | 従業員数 |
| ----------- | --------- | -------- |
| 元浜町1丁目 | 4事業所   | 1,418人  |
| 元浜町2丁目 | 14事業所  | 811人    |
| 元浜町3丁目 | 84事業所  | 527人    |
| 元浜町4丁目 | 16事業所  | 142人    |
| 計          | 118事業所 | 2,898人  |

### 事業者数の変遷
経済センサスによる事業所数の推移。
| 年                 | 事業者数 |
| ------------------ | -------- |
| 2016年（平成28年） | 91       |
| 2021年（令和3年）  | 118      |

### 従業員数の変遷
経済センサスによる従業員数の推移。
| 年                 | 従業員数 |
| ------------------ | -------- |
| 2016年（平成28年） | 1,107    |
| 2021年（令和3年）  | 2,898    |

## 施設
- 神奈川県庁
- 県民共済シネマホール

## その他

### 日本郵便
- 郵便番号：231-0004[3]（集配局：横浜港郵便局[20]）

### 警察
町内の警察の管轄区域は以下の通りである。
| 丁目        | 番・番地等 | 警察署       | 交番・駐在所 |
| ----------- | ---------- | ------------ | ------------ |
| 元浜町1丁目 | 全域       | 加賀町警察署 | 本町交番     |
| 元浜町2丁目 | 全域       | 加賀町警察署 | 本町交番     |
| 元浜町3丁目 | 全域       | 加賀町警察署 | 本町交番     |
| 元浜町4丁目 | 全域       | 加賀町警察署 | 本町交番     |